# Hans Ansgar Reinhold
Hans Ansgar Reinhold (* 6. September 1897 in Hamburg als Hans Reinhold; † 26. Januar 1968 in Pittsburgh) war ein deutscher römisch-katholischer Priester.

## Leben und Wirken
Reinhold studierte in Freiburg und Innsbruck. Er trat 1922 in das Benediktinerkloster Maria Laach ein, legte dort aber keine ewige Profess ab, sondern verließ das Kloster wieder. In Osnabrück wurde er 1925 zum Priester geweiht. Er war dann Hausgeistlicher im Kinderkurheim St. Johann (heute Fachklinik Maria Meeresstern) in Niendorf an der Ostsee.
Nach dem Beschluss der Deutschen Bischofskonferenz zur Einrichtung der Seemannsmission (Apostolatus Maris) mit Bischof Wilhelm Berning als Präsident wurde er 1929 der Seemannspastor der ersten katholischen Seemannsmission in Bremerhaven. Er besuchte große Häfen, gründete eine Zeitschrift und nahm an internationalen Kongressen des Apostolatus Maris teil. 1931 wurde er Generalsekretär des Apostulatus Maris. 1933 weihte er das erste katholische Seemannsheim in Hamburg, Hafenstraße 93 ein. Reinhold organisierte 1934 den dritten internationalen Kongress des AM in Hamburg. Nach dem Abriss des Hauses wegen der Erweiterung der Landungsbrücken 1935 und dem Umzug ins Haus Porter-Meyer, Hopfenstraße 34, geriet er ins Visier der Gestapo.
Nach dem Aufenthalts- und Redeverbot für Hamburg, Bremen und Schleswig-Holstein vom 26. April 1935 entschloss er sich zur Flucht über die Niederlande, England und die Schweiz in die USA. Der amerikanische Episkopat war gegenüber dem Flüchtling aus Deutschland misstrauisch und verdächtigte ihn als Nazispion, unter anderem, da er keine kirchlichen Entlassungspapiere (Celebret) hatte. Zunächst hatte er Kanzelverbot. Er engagierte sich in der katholischen Arbeiterbewegung Catholic Worker von Dorothy Day und verfasste Artikel im The Catholic Worker, studierte Theologie und Geschichte an der Columbia University und lehrte an der Schule der Benediktinerabtei Portsmouth. 1940 ging er als Seemannspastor nach Seattle. Diese Stelle verlor er als Enemy Alien jedoch nach dem Kriegseintritt der USA, woraufhin er als Kaplan nach Yakima versetzt wurde. 1944 erhielt er die amerikanische Staatsbürgerschaft.
Hans Ansgar Reinhold verfasste zahlreiche Bücher zu sozialen und liturgischen Themen. Damit und mit seiner langjährigen Kolumne in der Liturgischen Zeitschrift Orate Fratres gilt er als Mitbegründer der Liturgischen Bewegung in den USA. Er setzte sich sehr für den Kirchenbau der Moderne in den USA ein. Die Saint John’s University (Minnesota) in Collegeville (Minnesota) verlieh ihm 1951 ihren Ehrendoktor. Reinhold ging 1956 in Pittsburgh in den Ruhestand.

## Werke
- Der Seemannsberuf und die Seemannsmission. Caritasverlag, Freiburg 1931, OCLC 72037610.
- Apostolat des Meeres, Deutsche Katholische Seemannsmission e.V. Jahresbericht 1930 (1. Januar bis 31. Dezember). Bremerhaven 1931, OCLC 950553094.
- Eternal glory. St. Benet Library and Bookshop, Chicago 1942, OCLC 23276425.
- Our parish. House of God and gate of heaven. Paulist Press, New York 1943, OCLC 24194226.
- The Soul Afire. Revelations of the mystics. Pantheon Books, New York 1944, OCLC 504815180.
  - The Soul Afire. Revelations of the mystics. Doubleday, Garden City 1973, OCLC 779076359.
  - The Soul Afire. Revelations of the mystics. Century Bookbindery, Philadelphia 1977, ISBN 0-89984-099-X.
- The Spear of Gold. Revelations of the mystics. Burns Oates, London 1947, OCLC 3981306.
- mit Peter F. Anson: Churches, their Plan and Furnishing. The Bruce Publishing Company, Milwaukee 1948, OCLC 759818597.
  - mit Peter F. Anson: Churches, their Plan and Furnishing. Anson Press, Alcester 2008, ISBN 1-4437-2923-X.
- Speaking of liturgical architecture. Liturgical Programs, University of Notre Dame, Notre Dame 1952, OCLC 5175595.
- The American Parish and the Roman Liturgy. An Essay in seven chapters. Macmillan, New York 1958, OCLC 20877707.
- Bringing the Mass to the people. Helicon Press, Baltimore 1960, OCLC 3050749.
- The dynamics of liturgy. Macmillan, New York 1961, OCLC 783022102.
- Speaking of liturgical architecture. Daughters of St. Paul, Boston 1961, OCLC 782172916.
- Liturgy and art (= Religious perspectives. Band 16). Harper & Row, New York 1966, OCLC 654686550.
- H.A.R.: The Autobiography of Father Reinhold. Herder and Herder, New York 1968, OCLC 900484.